# NGC 1289
NGC 1289 é uma galáxia lenticular (S0) localizada na direcção da constelação de Eridanus. Possui uma declinação de -01° 58' 23" e uma ascensão recta de 3 horas, 18 minutos e 49,8 segundos.
A galáxia NGC 1289 foi descoberta em 1 de Setembro de 1886 por Lewis A. Swift.